# Pathé Palace (Paris)
Pour les articles homonymes, voir Pathé Palace et Gaumont Opéra.
Ne doit pas être confondu avec le Pathé Opéra Premier qui lui fait face.
Le Pathé Palace est un complexe cinématographique de 7 salles situé dans le 9e arrondissement de Paris, à l'angle du boulevard des Capucines et de la rue de la Chaussée-d'Antin, se poursuivant jusqu'à la rue Meyerbeer.
Cinéma historique de la Paramount ouvert en 1927, il passe sous enseigne Gaumont en 2008 et devient, en 2024, le siège social et cinéma de référence du groupe Pathé.

## Historique

### Création duParamount
En mars 1925, la Famous Players-Lasky Corporation, propriétaire de Paramount Pictures, rachète le théâtre du Vaudeville à Paris. Un premier projet, porté par Gustave Quinson, envisageait de conserver le théâtre à l'identique et de créer une salle de cinéma en sous-sol ainsi qu'un petit théâtre dans la rotonde
. Le théâtre est finalement démoli dès l'été 1925.
La construction du « Paramount » débute en octobre 1926. Initialement prévue dans un style Art déco, la façade conçue par Auguste Bluysen reprend le style de l'ancien Vaudeville pour se plier à l'ordonnancement du quartier de l'Opéra défini sous Napoléon III. La décoration et l'aménagement intérieur sont imaginés par l'architecte britannique Frank Verity.

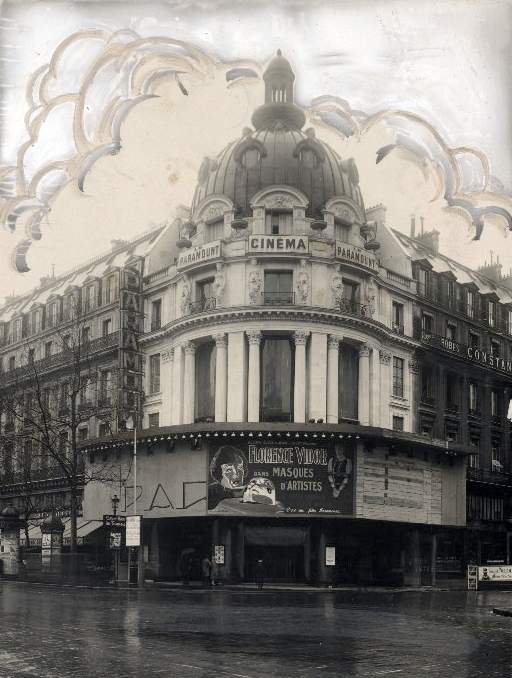
Façade du Paramount en 1928.

Après deux ans de travaux, le cinéma Paramount est inauguré le 24 novembre 1927 avec les films Printemps d'amour de Léonce Perret et Chang de Merian C. Cooper et Ernest B. Schoedsack. La soirée de réception rassemble un grand nombre de personnalités politiques (Fernand Bouisson, Philippe Pétain, Ferdinand Foch) mais aussi du cinéma (Abel Gance, Léon Gaumont, Charles Pathé, Bernard Natan) et de la culture (André Gide, Jean Cocteau).
L'architecture du Paramount, sa surface considérable (avec 1920 fauteuils répartis entre trois niveaux) et ses innovations dans l'époque (climatisation et chauffage) font forte impression dès l'ouverture. Il instaure l'année suivante le « spectacle permanent », débutant de 9h30 jusqu'à 2h15 du matin. La filiale française de Paramount Pictures, dirigée par Adolphe Osso, s'installe en 1929 dans les derniers étages du bâtiment. Elle y restera jusqu'en 2013.
En 1930, le Paramount enregistre 2,5 millions d'entrées.

### Un lieu de résistance sous l'Occupation
Sous l'Occupation, les Allemands chassent les studios américains et s'emparent progressivement des cinémas d'exclusivité afin de favoriser la production de la Continental Films sous leur contrôle. Le cinéaste et producteur Roger Richebé, comprenant que la survie de sa société dépendrait de l'exploitation des films, cherche à prendre le contrôle du Paramount. Par l'intermédiaire de René de Chambrun, avocat franco-américain et gendre de Pierre Laval, Richebé signe un bail locatif de quatre ans avec Paramount Pictures pour l'exploitation du cinéma à partir de 1941. Paramount lui propose de racheter les salles qu'elle détient en France et en Afrique du Nord mais l'attaque de Pearl Harbor et l'entrée en guerre des États-Unis font échouer la transaction.
En parallèle, une cellule de la Résistance s'est fondée dès 1941 autour d'André Ullmann, directeur des cinémas Paramount en France. À Paris, le personnel du Paramount se mobilise pleinement. Des aviateurs alliés sont cachés et dorment dans le cinéma, qui devient un lieu de stockage d'armes et d'explosifs pour la Résistance. Le courrier de la Résistance passe par le cinéma et des renseignements sont rapportés et dactylographiés par une agente clandestine qui travaille en tant qu'ouvreuse. D'autres employés cachent chez eux des membres des troupes alliées.
Le 23 juin 1944, la Gestapo fait une descente au Paramount pour arrêter son directeur, René Lebreton, soupçonné d'être un membre actif de la Résistance. Lebreton est libéré mais une seconde descente fait arrêter le projectionniste Ernest Béchet, membre du réseau Marco-Polo. Torturé pendant cinq jours, Béchet est déporté au camp de Buchenwald en août 1944. Il y restera près d'un an.
À la Libération de Paris, Paramount Pictures reprend le contrôle du cinéma et leur filiale française rouvre dès septembre 1944. André Ullmann et Ernest Béchet recevront de multiples médailles et décorations militaires, ainsi que plusieurs ouvreuses et projectionnistes du Paramount.

### L'ère des transformations
L'architecte Vladimir Scob modernise la façade du Paramount en 1948, puis les intérieurs en 1958. En parallèle, le cinéma s'équipe en décembre 1954 d'un écran large VistaVision, procédé développé par les ingénieurs de la Paramount en réponse au CinemaScope de la 20th Century-Fox. Le Paramount projette dans ce format Les Dix Commandements de Cecil B. DeMille, resté à l'affiche 32 semaines en 1958, ou encore Sueurs froides d'Alfred Hitchcock l'année suivante.
À partir de 1967, la programmation du Paramount est assurée par le circuit Parafrance. Le cinéma est racheté en juillet 1971 par Famous Players, filiale canadienne de Gulf+Western (propriétaire de Paramount Pictures), qui prend également une participation dans Parafrance,. Face à la multiplication des cinémas Paramount en France, la salle prend le nom de Paramount-Opéra.
Les années 1970 vont transformer le Paramount-Opéra. D'abord divisé en deux salles en 1972, le complexe passe à trois salles en 1973 puis cinq en 1975 grâce à l'annexion de deux commerces rue de la Chaussée-d'Antin ; six en 1978 et enfin, sept salles en 1982. Face à la faillite du circuit Parafrance, le Paramount-Opéra reprend son autonomie en novembre 1985.
Des grands travaux de modernisation sont menés en 1995 puis en 2006.

### Reprise par Pathé
En octobre 2007, le groupe EuroPalaces, géré par Pathé, rachète le Paramount-Opéra à Viacom, propriétaire de Paramount Pictures. Gaumont, bien que minoritaire au capital d'EuroPalaces, parvient à imposer son enseigne afin de rester en cohérence avec les autres cinémas du quartier. Un an plus tard, le Paramount-Opéra devient ainsi le « côté Capucines » du Gaumont Opéra, jumelé au côté Français (5 salles) et au côté Premier (6 salles), formant un pôle de 18 écrans.

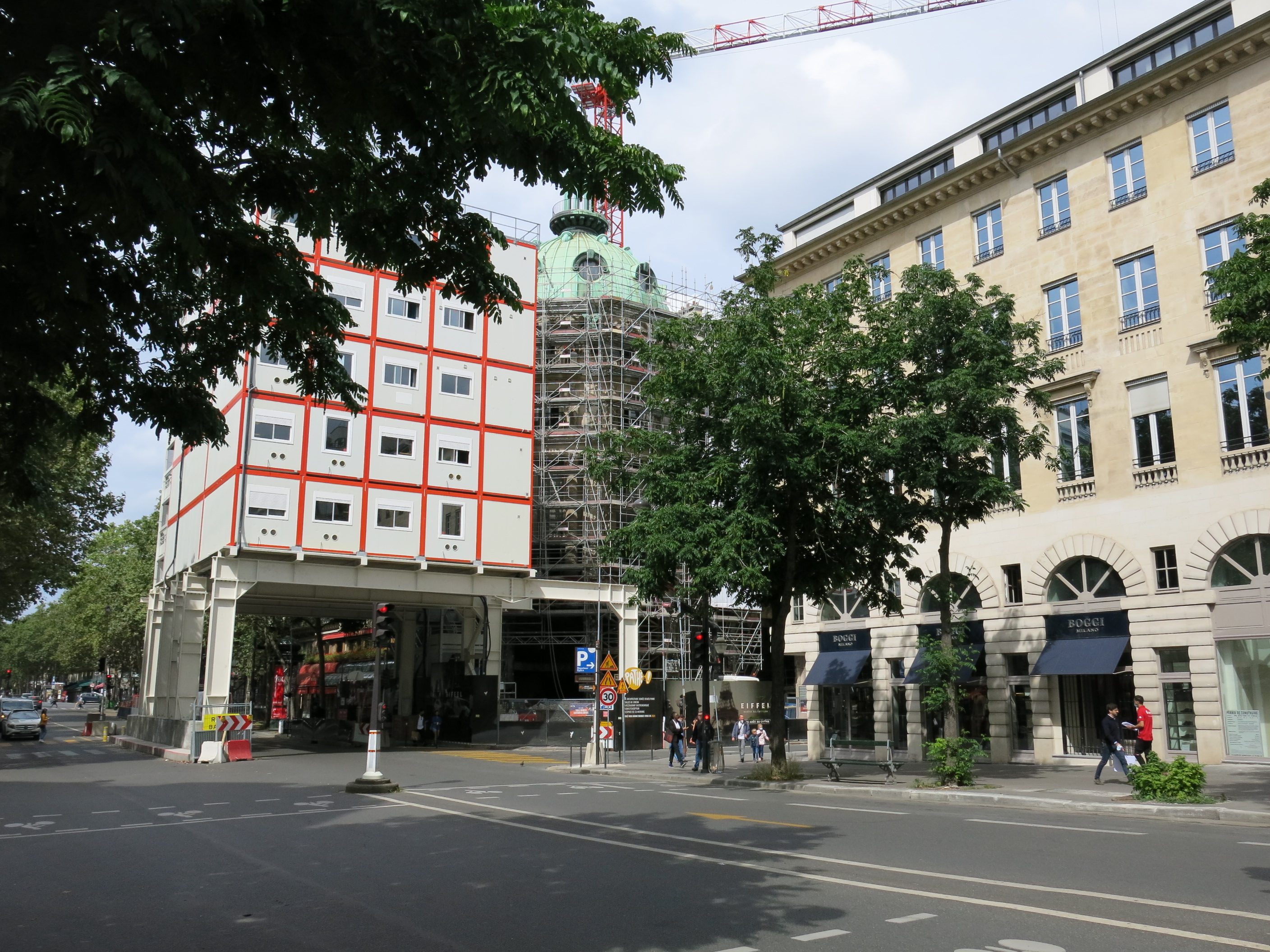
Chantier du Pathé Palace en 2021.

En 2017, Pathé reprend les parts de Gaumont au sein de leur circuit de salles. Le Gaumont Opéra (côté Capucines) ferme ses portes de 2019 à 2024 pour entamer un vaste projet de restructuration, confié au cabinet d'architectes de Renzo Piano. L'immeuble de bureaux rue de la Chaussée-d'Antin est racheté par Pathé puis l'ensemble démoli, tout en conservant et restaurant les façades et la rotonde, inscrites aux Monuments historiques. Le cinéma rouvre ses portes le 10 juillet 2024.
Le Pathé Palace, nouveau nom du lieu, intègre sept salles de cinéma haut de gamme. La première, la plus grande, propose une projection laser 4K en Dolby Vision, ainsi qu'un système de projection pellicule en 35 et 70 mm. Les six autres salles sont dotées d'écrans LED, et toutes les salles sont équipées d'un système sonore Dolby Atmos. À l'instar du Pathé Parnasse, la capacité du cinéma a été diminuée de 2 169 places à 854 places. Le Pathé Palace accueille également un bar conçu par le décorateur Jacques Grange, des espaces modulables pour les entreprises et le siège social du groupe Pathé. Les projets initiaux de restaurant, pâtisserie et espaces de coworking ont été abandonnés.
Les séances sont proposées à un tarif unique de 25 euros, et, à son ouverture,le Pathé Palace n'acceptait pas la carte illimitée CinéPass. Cependant, après un mois d'ouverture, le cinéma accepte le CinéPass moyennant un supplément de 8 euros par séance et la nouvelle carte CinéPass Gold sans supplément,. En raison du manque de spectateurs, le tarif est finalement baissé à 20 euros.

## Moyens d'accès
Le Pathé Palace est desservi par la station Opéra du métro de Paris (sur les lignes 3, 7 et 8) et par la station Chaussée d'Antin - La Fayette (lignes 7 et 9). Il est également accessible avec les bus 20, 21, 22, 52, 53, 66 et 95.